# Ctenus rectipes
Ctenus rectipes là một loài nhện trong họ Ctenidae.
Loài này thuộc chi Ctenus. Ctenus rectipes được Frederick Octavius Pickard-Cambridge miêu tả năm 1897.